# Haplochromis thuragnathus
Haplochromis thuragnathus foi uma espécie de peixe da família Cichlidae. Era encontrada no Quénia, Tanzânia e Uganda.